# Romboide
Se denomina romboide al cuadrilátero, caso particular de paralelogramo que tiene dos lados alternos iguales y los otros dos lados distintos de los anteriores, pero también iguales entre sí.

## Etimología
El nombre romboide proviene del latín tardío rhomboides, y este del griego ρομβοειδής, leído [romboeides], de ρόμβoς (rombo) y  -ειδής (tener el parecido).

## Propiedades
Un romboide posee las siguientes propiedades:
- Tiene dos pares lados consecutivos iguales
- Un par de ángulos opuestos iguales.
- Tiene dos ángulos agudos y dos obtusos.
- Las bisectrices de los ángulos consecutivos son perpendiculares entre sí.
- El punto común a las dos diagonales es centro de simetría central.[5]
- Como en todo polígono de cuatro lados, la suma de todos sus ángulos interiores es igual a 360°.
- Las diagonales se bisecan mutuamente en un punto llamado baricentro.
- La diagonal mayor determina sobre el romboide dos triángulos obtusángulos congruentes.

## Perímetro y área
Considerando el romboide de lados a y b, y de altura h respecto al lado a, llamado base, se pueden determinar las siguientes medidas:
El perímetro de un romboide es:
{\displaystyle P=2\,(a+b)}
Que es la suma de las medidas de todos los lados.
El área se obtiene multiplicando la longitud de un lado, {\displaystyle a}, por la distancia al lado opuesto, {\displaystyle h}:
{\displaystyle S=a\cdot h}
{\displaystyle S=a\cdot b\cdot \operatorname {sen} \alpha }, siendo α el ángulo interior entre los lados a y b